# Крус Альварес, Хуан
Хуан Крус Альварес (исп. Juan Cruz Álvares; 20 ноября 1985, Арресифес, провинция Буэнос-Айрес, Аргентина) — аргентинский автогонщик.

## Карьера
Альварес стал чемпионом World Series Light в 2003 за команду Meycom. Он перешёл в Мировой серии Ниссан в 2004.  В 2005 принял участие в дебютном сезоне серии GP2 за команду Campos Racing, набрал всего 4.5 очка.
Он не остался в серии в 2006 и нигде не гонялся. В 2007 он вернулся в Аргентину, выступает в чемпионате Top Race V6. Он продолжил выступление в 2008. Также он принял участие в одном этапе серии TC 2000 в 2007.
- 1994—2000 — картинг.
- 2001 — Аргентинская Формула Рено, 3-е место.
- 2002 — Аргентинская Формула Рено, 2-е место.
- 2003 — World Series Light, 1-е место.
- 2004 — Мировая серия Ниссан, 7-е место.
- 2005 — GP2, 18-е место.
- 2007 — Top Race V6, TC 2000.
- 2008 — Top Race V6.

## Результаты выступлений

### Результаты выступлений в GP2
| Легенда к таблице |                                                                    |
| --- | ------------------------------------------------------------------ |
| В таблице перечислены результаты всех гонок, в которых принимал участие гонщик. Строками таблицы являются сезоны, столбцами — этапы соревнований. В каждой клетке указаны сокращённое название этапа и результат, дополнительно обозначенный цветом. Расшифровка обозначений и цветов представлена в нижеследующей таблице. |                                                                    |
| \| Пример \| Описание \| \| ------------ \| ------------------------------------------------------------------ \| \| 1 \| Победитель \| \| 2 \| Второе место \| \| 3 \| Третье место \| \| 5 \| Финишировал, заработав очки \| \| Сход \| Не финишировал, но при этом заработал очки \| \| 12 \| Финишировал, не получив очков \| \| НКЛ \| Финишировал, но не попал в финальную классификацию \| \| 15 \| Участвовал вне зачёта, либо по отдельной классификации \| \| 18 \| Не финишировал, но попал в финальную классификацию \| \| Сход \| Не финишировал \| \| НКВ \| Не прошёл квалификацию \| \| НПКВ \| Не прошёл предквалификацию \| \| ДСК \| Дисквалифицирован \| \| ИСК \| Исключён из протокола соревнований \| \| ТТ \| Заявлен для участия только в тренировках \| \| НС \| Участвовал в квалификации, но не стартовал в гонке \| \| Т \| Травмирован или болен \| \| ОТК \| Отказ от участия \| \| НТР \| Прибыл на соревнования, но на трассу не выезжал \| \| НПР \| Был заявлен в числе участников, но не прибыл к началу соревнований \| \| О \| Соревнования отменены \| \| \| Не участвовал \| \| Поул-позиция \| \| \| Быстрый круг \| \| |                                                                    |
| Пример | Описание                                                           |
| 1 | Победитель                                                         |
| 2 | Второе место                                                       |
| 3 | Третье место                                                       |
| 5 | Финишировал, заработав очки                                        |
| Сход | Не финишировал, но при этом заработал очки                         |
| 12 | Финишировал, не получив очков                                      |
| НКЛ | Финишировал, но не попал в финальную классификацию                 |
| 15 | Участвовал вне зачёта, либо по отдельной классификации             |
| 18 | Не финишировал, но попал в финальную классификацию                 |
| Сход | Не финишировал                                                     |
| НКВ | Не прошёл квалификацию                                             |
| НПКВ | Не прошёл предквалификацию                                         |
| ДСК | Дисквалифицирован                                                  |
| ИСК | Исключён из протокола соревнований                                 |
| ТТ | Заявлен для участия только в тренировках                           |
| НС | Участвовал в квалификации, но не стартовал в гонке                 |
| Т | Травмирован или болен                                              |
| ОТК | Отказ от участия                                                   |
| НТР | Прибыл на соревнования, но на трассу не выезжал                    |
| НПР | Был заявлен в числе участников, но не прибыл к началу соревнований |
| О | Соревнования отменены                                              |
| | Не участвовал                                                      |
| Поул-позиция |                                                                    |
| Быстрый круг |                                                                    |

| Год  | Команда       | 1          | 2       | 3          | 4        | 5          | 6        | 7        | 8          | 9         | 10       | 11         | 12       | 13         | 14         | 15      | 16       | 17         | 18       | 19       | 20      | 21      | 22       | 23       | ЛЗ | Очки |
| ---- | ------------- | ---------- | ------- | ---------- | -------- | ---------- | -------- | -------- | ---------- | --------- | -------- | ---------- | -------- | ---------- | ---------- | ------- | -------- | ---------- | -------- | -------- | ------- | ------- | -------- | -------- | -- | ---- |
| 2005 | Campos Racing | САН 1 Сход | САН 2 7 | ИСП 1 Сход | ИСП 2 12 | МОН 1 Сход | ЕВР 1 18 | ЕВР 2 15 | ФРА 1 Сход | ФРА 2 ДСК | ВЕЛ 1 11 | ВЕЛ 2 Сход | ГЕР 1 10 | ГЕР 2 Сход | ВЕН 1 Сход | ВЕН 2 7 | ТУЦ 1 15 | ТУЦ 2 Сход | ИТА 1 12 | ИТА 2 17 | БЕЛ 1 5 | БЕЛ 2 6 | БАХ 1 10 | БАХ 2 12 | 18 | 4.5  |